# London Weekend Television
London Weekend Television (LWT) a été le nom d’une des franchises de ITV qui a diffusé ses programmes sur la région de Londres le week-end, du vendredi 19 h (17 h 15 à partir des années 1980) au lundi 6 h, du 2 août 1968 au 27 octobre 2002.
Dans les années 1990, LWT est acheté par Granada.
Le 27 octobre 2002, les groupes Granada et Carlton rassemblent leurs filiales régionales d'Angleterre et du Pays de Galles pour donner naissance à une unique chaîne ITV1. London Weekend Television fait alors partie de ITV London avec Carlton Television (programmes de la semaine), et abandonne donc son habillage propre pour celui de ITV1. Le logo de LWT apparait cependant toujours en tant que producteur jusque fin 2004, avant d'être remplacé par celui de Granada puis de ITV Studios (2009).

## Logos

Logo de 1978 à 1996
Logo de LWT de 1996 à 2002